# List Judův

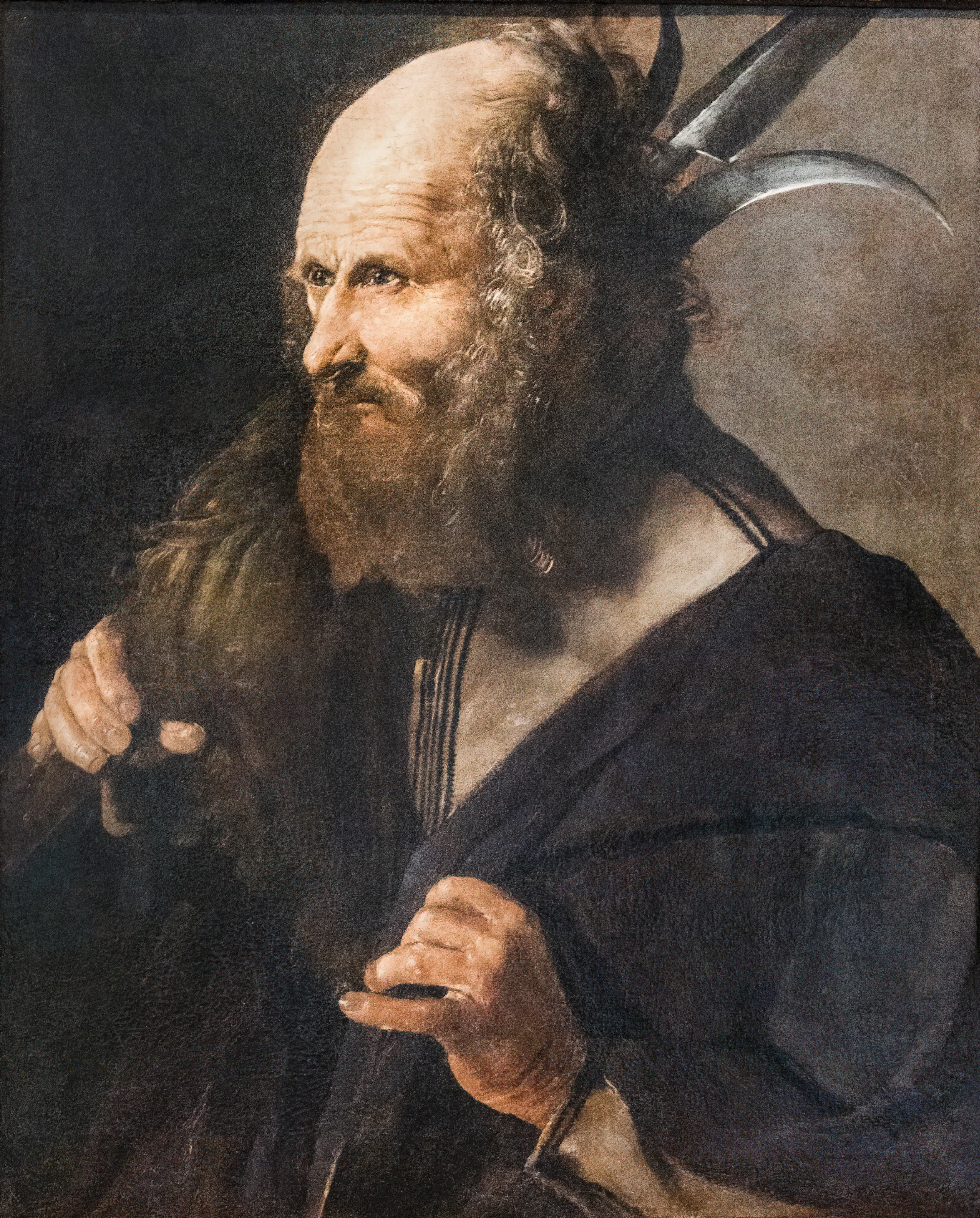
G. de la Tour: Apoštol Juda

List Judův (zkratka Ju nebo Jd) je krátký list (epištola) Nového zákona, jeden z tzv. obecných či katolických listů, tradičně připisovaný apoštolu Judovi, bratrovi Jakuba, tudíž pravděpodobně Ježíšovu bratrovi. Je psán řecky, pravděpodobně v Palestině.
List Judův se obrací ke křesťanům vůbec, a to jménem „Judy, služebníka Ježíše Krista a bratra Jakubova“ (Ju 1). Nemusí však jít o apoštola Judu, ale spíše o příbuzného Ježíše, který je uváděn v Mt 13,55 a Mk 6,3, o němž ovšem jinak moc nevíme. List je psán velice emfaticky jako důrazný apel na čtenáře, aby se vyhýbal „bezbožným lidem, zapsaným k odsouzení“ (Ju 4), protože by ho čekal stejný osud. O obsahu jejich učení list nemluví, někteří badatelé soudí, že šlo o donatisty nebo gnostiky.
V listu jsou pasáže některými považované za citace z apokryfů. Jedná se o verš 9 jako citát z Nanebevzetí Mojžíšova a verše 14–15 jako citát proroctví z apokryfní Knihy Henochovy, kterou uznává jen Etiopijská církev. Stejně tak ale nelze vyloučit společný třetí zdroj.

## Otázka datování
Dopis byl napsán nejspíše někdy mezi léty 80 a 130, ale je také možné že již dříve, ještě před rokem 66. Pro pozdější datování listu svědčí zmínka o tom, co „předpověděli apoštolové“ (Ju 17) i uhlazený jazyk listu, pro časnější datování naopak to, že list se patrně cituje v 2. listu Petrově, že jej zmiňují už kolem roku 200 Klement Alexandrijský, Tertullian a Zlomek Muratoriho jako kanonický.

## Citát
| „          | Ale vy, milovaní, budujte svůj život na přesvaté víře, modlete se v Duchu svatém, uchovejte se v lásce Boží a očekávejte milosrdenství našeho Pána Ježíše Krista k věčnému životu. S těmi, kdo pochybují, mějte slitování; zachraňujte je z hořícího ohně. | “ |
| — Ju 20–23 | |   |